# Mistrovství světa v dráhové cyklistice 2019
Mistrovství světa v dráhové cyklistice 2019 se uskutečnilo ve dnech od 27. února 2019 do 3. března 2019 v Pruszkówě v Polsku.

## Medaile dle zemí
| Pořadí             | Stát               | Zlato | Stříbro | Bronz | Celkem |
| ------------------ | ------------------ | ----- | ------- | ----- | ------ |
| 1                  | Nizozemsko         | 6     | 4       | 1     | 11     |
| 2                  | Austrálie          | 6     | 3       | 1     | 4      |
| 3                  | Hongkong           | 2     | 0       | 0     | 2      |
| 4                  | Německo            | 1     | 2       | 3     | 6      |
| 5                  | Francie            | 1     | 2       | 2     | 5      |
| 6                  | Spojené království | 1     | 2       | 1     | 4      |
| 7                  | Rusko              | 1     | 1       | 2     | 4      |
| 8                  | Itálie             | 1     | 1       | 1     | 3      |
| 9                  | Nový Zéland        | 1     | 0       | 2     | 3      |
| 10                 | Dánsko             | 0     | 1       | 2     | 3      |
| 11                 | Irsko              | 0     | 1       | 1     | 2      |
| 12                 | Japonsko           | 0     | 1       | 0     | 1      |
| 12                 | Španělsko          | 0     | 1       | 0     | 1      |
| 12                 | Ukrajina           | 0     | 1       | 0     | 1      |
| 15                 | Belgie             | 0     | 0       | 2     | 2      |
| 16                 | Polsko             | 0     | 0       | 1     | 1      |
| 16                 | Spojené státy      | 0     | 0       | 1     | 1      |
| Celkem (17 národů) | Celkem (17 národů) | 20    | 20      | 20    | 60     |

## Přehled medailistů
| Disciplína                  | Zlato                                                                                   | Stříbro                                                                           | Bronz                                                                                       |
| Muži                        |                                                                                         |                                                                                   |                                                                                             |
| Sprint                      | Harrie Lavreysen Nizozemsko                                                             | Jeffrey Hoogland Nizozemsko                                                       | Mateusz Rudyk Polsko                                                                        |
| 1 km s pevným startem       | Quentin Lafargue Francie                                                                | Theo Bos Nizozemsko                                                               | Michaël ´d Almeida Francie                                                                  |
| Stíhací závod – jednotlivci | Filippo Ganna Itálie                                                                    | Domenic Weinstein Německo                                                         | Davide Plebani Itálie                                                                       |
| Stíhací závod – družstva    | Austrálie Welsford Samuel Kelland O'Brien Howard Leigh Porter Alexander Scott Cameron   | Spojené království Ethan Hayter Ed Clancy Kian Emadi Charlie Tanfield Oliver Wood | Dánsko Niklas Larsen Lasse Norman Hansen Rasmus Pedersen Casper von Folsach Julius Johansen |
| Sprint družstva             | Nizozemsko Roy van der Berg Harrie Lavreysen Jeffrey Hoogland Matthijs Büchli           | Francie Grégory Baugé Sébastien Vigier Quentin Lafargue Michaël D'Almeida         | Rusko Děnis Dmitrijev Alexandr Šarapov Pavel Jakuševskij                                    |
| Keirin                      | Buchli Matthijs Nizozemsko                                                              | Nitta Yudai Japonsko                                                              | Botticher Stefan Německo                                                                    |
| Scratch                     | Austrálie Welsford Samuel                                                               | Nizozemsko Eefting Roy                                                            | Nový Zéland Sexton Thomas                                                                   |
| Bodovací závod              | Jan-Willem van Schip Nizozemsko                                                         | Sebastián Mora Španělsko                                                          | Mark Downey Irsko                                                                           |
| Madison                     | Německo Roger Kluge Theo Reinhardt                                                      | Dánsko Lasse Norman Hansen Casper von Folsach                                     | Belgie Kenny De Ketele Robbe Ghys                                                           |
| Omnium                      | Campbell Stewart Nový Zéland                                                            | Benjamin Thomas Francie                                                           | Ethan Hayter Spojené království                                                             |
| Ženy                        |                                                                                         |                                                                                   |                                                                                             |
| Sprint                      | Lee Wai Sze Hongkong                                                                    | Stephanie Morton Austrálie                                                        | Mathilde Gros Francie                                                                       |
| 500 m s pevným startem      | Darja Šmeljovová Rusko                                                                  | Olena Starikova Ukrajina                                                          | Kaarle McCulloch Austrálie                                                                  |
| Stíhací závod – jednotlivci | Ashlee Ankudinoff Austrálie                                                             | Lisa Brennauer Německo                                                            | Lisa Klein Německo                                                                          |
| Stíhací závod – družstva    | Austrálie Annette Edmondsonová Ashlee Ankudinoff Georgia Baker Amy Cure Alexandra Manly | Spojené království Laura Kenny Katie Archibald Elinor Barker Ellie Dickinson      | Nový Zéland Bryony Botha Michaela Drummond Holly Edmondston Kirstie James Rushlee Buchanan  |
| Sprint družstva             | Austrálie Kaarle McCulloch Stephanie Morton                                             | Rusko Darja Šmeljovová Anastasija Vojnovová                                       | Německo Miriam Welte Emma Hinze                                                             |
| Keirin                      | Lee Wai Sze Hongkong                                                                    | Kaarle McCulloch Austrálie                                                        | Darja Šmeljovová Rusko                                                                      |
| Scratch                     | Elinor Barker Spojené království                                                        | Kirsten Wild Nizozemsko                                                           | Jolien D'Hoore Belgie                                                                       |
| Bodovací závod              | Alexandra Manly Austrálie                                                               | Lydia Boylan Irsko                                                                | Kirsten Wild Nizozemsko                                                                     |
| Madison                     | Nizozemsko Kirsten Wild Amy Pieters                                                     | Austrálie Georgia Baker Amy Cure                                                  | Dánsko Amalie Dideriksen Julie Leth                                                         |
| Omnium                      | Kirsten Wild Nizozemsko                                                                 | Letizia Paternoster Itálie                                                        | Jennifer Valente USA                                                                        |